# Firestarter (singel)
„Firestarter” – pierwszy singel z trzeciego albumu studyjnego The Fat of the Land brytyjskiej grupy muzycznej The Prodigy, wydany 18 marca 1996 roku. „Firestarter” był pierwszym międzynarodowym hitem zespołu, który uplasował się na pierwszym miejscu brytyjskiej UK Singles Chart na okres czterech tygodni, jak i również w Finlandii i Norwegii.

## Lista utworów
CD
1. „Firestarter” (Edit) - 3:45
2. „Firestarter” (Empirion Mix) - 7:48
3. „Firestarter” (Instrumental) - 4:39
4. „Molotov Bitch” - 4:51

12"
1. „Firestarter” - 4:40
2. „Firestarter” (Instrumental) - 4:39
3. „Firestarter” (Empirion Mix) - 7:49
4. „Molotov Bitch” - 4:51